# Amphicnaeia antennata
Amphicnaeia antennata là một loài bọ cánh cứng trong họ Cerambycidae.